# Ernst Rudolf Huber
Ernst Rudolf Huber, né le 8 juin 1903 et mort le 28 octobre 1990, est un juriste allemand.
Il est en particulier connu pour ses ouvrages en droit constitutionnel qui, dès les années 1930, posent les bases d'un statut des juifs. Il est, en ce sens, l'inspirateur des fondements constitutionnels du régime nazi.

## Biographie
Rudolf Hubert est né le 8 juin 1903 à Oberstein et est mort le 28 octobre 1990 à Fribourg-en-Brisgau.
Il a été l'élève de Carl Schmitt, dont il fut le disciple le plus proche. Il a soutenu, sous sa direction, une thèse intitulée La garantie des droits de propriété de l'Église dans la Constitution de Weimar.
Il intègre le parti nazi dès 1933. À partir de 1937, il occupe la chaire de droit public de l'université de Leipzig mais décide de se consacrer davantage à l'histoire qu'au droit.
Après la Seconde guerre mondiale, en raison de son soutien au régime nazi, il connaît une période d'ostracisme et de solitude ; avant d'être nommé professeur à l'Université de Fribourg en 1952.
Son grand opposant intellectuel est Ernst-Wolfgang Böckenförde ; par ailleurs lui aussi élève de Carl Schmitt.

### Vie privée
Il a épousé Tula Simons, assistante de Carl Schmitt, avec qui il eut 5 fils, dont Ulrich Huber, professeur de droit civil à l'université de Bonn et l'évêque Wolfgang Huber.

## Apport à la science juridique
Ernst Rudolf Huber montre que la société repose sur une série de dualité : entre la société et l’État, entre le public et le privé, entre le pouvoir civil et le pouvoir militaire, entre les représentants et les représentés etc. Or, cette dualité a été reprise comme fondement du droit public, qui distingue la personnalité individuelle de la fonction (Amt) du fonctionnaire.

## Œuvres
- Die Garantie der kirchlichen Vermögensrechte in der Weimarer Verfassung. Zwei Abhandlungen zum Problem der Auseinandersetzung von Staat und Kirche, Mohr Siebeck, Tübingen 1927.
- Verträge zwischen Staat und Kirche im Deutschen Reich, Marcus, Breslau 1930 (= Abhandlungen aus dem Staats- und Verwaltungsrecht sowie aus dem Völkerrecht, 44).
- Das Deutsche Reich als Wirtschaftsstaat, Mohr Siebeck, Tübingen 1931 (= Recht und Staat in Geschichte und Gegenwart, 85).
- Wirtschaftsverwaltungsrecht. Institutionen des öffentlichen Arbeits- und Unternehmensrechts, Mohr Siebeck, Tübingen 1932.
- Reichsgewalt und Staatsgerichtshof, Stalling, Oldenburg i. O. 1932 (= Schriften an die Nation, 42).
- Die Gestalt des deutschen Sozialismus, Hanseatische Verlagsanstalt, Hamburg 1934 (= Der deutsche Staat der Gegenwart, 2).
- Neue Grundbegriffe des hoheitlichen Rechts, Junker & Dünnhaupt, Berlin 1935 (= Grundfragen der neuen Rechtswissenschaft).
- Vom Sinn der Verfassung. Rede, gehalten am 30. Januar 1935, anläßlich der Feier des Reichsgründungstags und des Tages der deutschen Revolution, Hanseatische Verlagsanstalt, Hamburg 1935 (= Kieler Universitätsreden, N. F. H. 4).
- Wesen und Inhalt der politischen Verfassung, Hanseatische Verlagsanstalt, Hamburg 1935 (= Der deutsche Staat der Gegenwart, H. 16).
- Verfassung, Hanseatische Verlagsanstalt, Hamburg 1937.
- Staat und Wirtschaft. Industrieverlag Verlag Spaeth & Linde, Berlin 1938 (= Grundlagen, Aufbau und Wirtschaftsordnung des national-sozialistischen Staates, 19).
- Friedrich Christoph Dahlmann und die deutsche Verfassungsbewegung, Hanseatische Verlagsanstalt, Hamburg 1937.
- Heer und Staat in der deutschen Geschichte, Hanseatische Verlagsanstalt, Hamburg 1938, 2. Auflage 1943.
- Verfassungsrecht des Großdeutschen Reiches, 2. Auflage, Hanseatische Verlagsanstalt, Hamburg 1939 (zweite stark erweiterte Ausgabe des Buches Verfassung aus dem Jahr 1937).
- Der Volksgedanke in der Revolution von 1848, Deutscher Rechtsverlag, Berlin 1940.
- Verfassungskrisen des Zweiten Reiches, Barth, Leipzig 1940 (= Leipziger Universitätsreden, 1).
- Rechtliche Gestaltung des öffentlichen Amtes und rechtliche Gestaltung des privaten Anstellungsverhältnisses. Relazione presentata al 1. Convegno in Roma, l' 2 giugno 1938 XVII. Hrsg. vom Comitato Giuridico-Italo Germanico, Rom 1939.
- Der Kampf um die Führung im Weltkrieg, Hanseatische Verlagsanstalt, Hamburg 1941 (= Hanseaten-Bücherei).
- Die verfassungsrechtliche Stellung des Beamtentums. In: Festschrift für Heinrich Siber (de), Weicher Verlag, Bd. 1, Berlin 1941 (= Leipziger rechtswissenschaftliche Studien, 124), S. 275–325.
- Bau und Gefüge des Reiches. Hanseatische Verlagsanstalt, Hamburg 1941.
- Aufstieg und Entfaltung des deutschen Volksbewusstseins. Rede, gehalten bei der Wiedereröffnung der Reichsuniversität Straßburg am 24. Nov. 1941, Hünenburg (de)-Verlag, Straßburg 1942.
- (Hrsg.): Idee und Ordnung des Reiches. 2 Teile, Hanseatische Verlagsanstalt, Hamburg 1943.
- Goethe und der Staat, Straßburg 1944.
- Wirtschaftsverwaltungsrecht, 2 Bde., Mohr Siebeck, 2. Auflage, Tübingen 1953/54.
- Deutsche Verfassungsgeschichte seit 1789, 8 Bde., Kohlhammer, Stuttgart 1957–1991,
  - Band 1: Reform und Restauration 1789 bis 1830, Stuttgart 1957, 2. Aufl., Stuttgart 1990,  (ISBN 3-17-002501-5);
  - Band 2: Der Kampf um Einheit und Freiheit 1830 bis 1850, Stuttgart 1960, 3. Aufl., Stuttgart 1988,  (ISBN 3-17-009741-5);
  - Band 3: Bismarck und das Reich, Stuttgart 1963, 3. Aufl., Stuttgart 1988,  (ISBN 3-17-010099-8);
  - Band 4: Struktur und Krisen des Kaiserreichs, Stuttgart 1969, 2. Aufl., Stuttgart 1982,  (ISBN 3-17-007471-7);
  - Band 5: Weltkrieg, Revolution und Reichserneuerung: 1914–1919, Stuttgart 1978,  (ISBN 3-17-001055-7);
  - Band 6: Die Weimarer Reichsverfassung, Stuttgart 1981,  (ISBN 3-17-001056-5);
  - Band 7: Ausbau, Schutz und Untergang der Weimarer Republik, Stuttgart 1984,  (ISBN 3-17-008378-3);
  - Band 8: Registerband, Stuttgart 1991,  (ISBN 3-17-010835-2).
- Zur Problematik des Kulturstaats, Mohr Siebeck, Tübingen 1958 (= Recht und Staat in Geschichte und Gegenwart, 212).
- Selbstverwaltung der Wirtschaft, Kohlhammer, Stuttgart 1958.
- Das Empfehlungsverbot. Eine kartellrechtliche Studie, Kohlhammer, Stuttgart 1959.
- Nationalstaat und Verfassungsstaat. Studien zur Geschichte der modernen Staatsidee, Kohlhammer, Stuttgart 1965.
- Grundgesetz und wirtschaftliche Mitbestimmung, Kohlhammer, Stuttgart 1970.
- (Hrsg. gemeinsam mit Wolfgang Huber): Staat und Kirche im 19. und 20. Jahrhundert. Dokumente zur Geschichte des deutschen Staatskirchenrechts, 5 Bde., Duncker u. Humblot, Berlin 1973–1995; Nachdruck: Wissenschaftliche Buchgesellschaft, Darmstadt 2014,  (ISBN 978-3-534-26462-9).
  - Band 1: Staat und Kirche vom Ausgang des alten Reichs bis zum Vorabend der bürgerlichen Revolution, Berlin 1973,  (ISBN 978-3-428-02988-4);
  - Band 2: Staat und Kirche im Zeitalter des Hochkonstitutionalismus und des Kulturkampfs. 1848–1890, Berlin 1976,  (ISBN 978-3-428-03630-1);
  - Band 3: Staat und Kirche von der Beilegung des Kulturkampfs bis zum Ende des Ersten Weltkriegs, 2. Aufl., Berlin 1990,  (ISBN 978-3-428-05268-4);
  - Band 4: Staat und Kirche in der Zeit der Weimarer Republik, Berlin 1988,  (ISBN 978-3-428-06362-8);
  - Band 5: Register. Bearb. von Rupprecht Stiefel, Berlin 1995,  (ISBN 978-3-428-08362-6).
- Bewahrung und Wandlung. Studien zur deutschen Staatstheorie und Verfassungsgeschichte, Duncker u. Humblot, Berlin 1975,  (ISBN 978-3-428-03278-5).
- (Hrsg.): Dokumente zur deutschen Verfassungsgeschichte, 3 Bde., Kohlhammer, Stuttgart 1961–1966; 3. Auflage, 5 Bde., Kohlhammer, Stuttgart, Berlin, Köln 1978–1997.
  - Band 1: Deutsche Verfassungsdokumente 1803–1850, Kohlhammer, Stuttgart, Berlin, Köln 1961, 3. Aufl. 1978,  (ISBN 978-3-17-001844-0);
  - Band 2: Deutsche Verfassungsdokumente 1851–1900, Kohlhammer, Stuttgart, Berlin, Köln 1964, 3. Aufl. 1986,  (ISBN 978-3-17-001845-7);
  - Band 3: Deutsche Verfassungsdokumente 1900–1918, Kohlhammer, Stuttgart, Berlin, Köln, 3. Aufl. 1990,  (ISBN 978-3-17-005060-0);
  - Band 4: Deutsche Verfassungsdokumente 1919–1933, Kohlhammer, Stuttgart, Berlin, Köln, 3. Aufl. 1992,  (ISBN 978-3-17-011718-1);
  - Band 5: Registerband. Bearb. von Gerhard Granier, Kohlhammer, Stuttgart, Berlin, Köln 1997,  (ISBN 978-3-17-014369-2).